# Flusso di ghiaccio Ferrigno
Il flusso di ghiaccio Ferrigno è un flusso glaciale situato sulla costa di Bryan, all'estremità orientale della Terra di Ellsworth, in Antartide. Grazie a ricerche condotte nel 2010 con un apposito radar, alcuni ricercatori dei British Antarctic Survey e dell'Università di Aberdeen hanno scoperto che al di sotto del flusso glaciale, il quale si estende per almeno 28 km partendo dall'Altopiano Antartico e sfociando nella baia Eltanin, è presente una fossa tettonica larga circa 10 km e lunga perlomeno 100 km che in alcuni punti raggiunge una profondità di 1500 m. Secondo gli studi derivati dalle ricerche, originariamente iniziate per investigare sul tasso di scioglimento del ghiaccio costituente il flusso, che era stato precedentemente calcolato grazie alle osservazioni satellitari, la presenza della fossa Ferrigno, come è stata ribattezzata la formazione, essendo questa riempita di ghiaccio e collegata all'oceano, impatta direttamente sull'alto tasso di scioglimento dell'intera calotta glaciale dell'Antartide Occidentale.

## Storia
Il flusso glaciale Ferrigno è stato mappato dallo United States Geological Survey grazie a fotografie aeree scattate dalla marina militare statunitense tra il 1961 e il 1966, ed è stato così battezzato dal Comitato consultivo dei nomi antartici in onore di Jane G. Ferrigno, che a partire dagli anni 1970 è stata per decenni una specialista dell'utilizzo delle immagini satellitari per lo studio dei ghiacciai e per la redazione di mappe aggiornate in forza allo USGS.